# Auchenionchus
Auchenionchus is een geslacht van straalvinnige vissen uit de familie van slijmvissen (Labrisomidae).

## Soorten
- Auchenionchus crinitus (Jenyns, 1841)
- Auchenionchus microcirrhis (Valenciennes, 1836)
- Auchenionchus variolosus (Valenciennes, 1836)